# Rejon krasnokamski
Rejon krasnokamski (ros. Краснокамский район) - jeden z 54 rejonów w Baszkirii. Stolicą regionu jest Nikoło-Beriozowka.
100% populacji stanowi ludność wiejska, ponieważ w regionie nie ma żadnego miasta.